# Рафа Мір
Рафа Мір (ісп. Rafa Mir, нар. 18 червня 1997, Мурсія) — іспанський футболіст, нападник клубу «Севілья». На умовах оренди грає за «Валенсію».

## Клубна кар'єра
Народився 18 червня 1997 року в місті Мурсія. Розпочинав свою спортивну кар'єру у футзалы. в 2007 році він перейшов у свою першу команду з великого футболу — «Ранеро». Потім він виступав за юнацькі команди «Барселони», «Реала Мурсії» і «Валенсії». У 2015 році відбувся його дебют у другій команді валенсійців — «Валенсія Месталья», в якій провів три сезони, взявши участь у 60 матчах чемпіонату. У складі другої команди «Валенсії» був одним з головних бомбардирів команди, маючи середню результативність на рівні 0,42 голу за гру першості.
За першу команду «кажанів» в чемпіонаті Іспанії Мір дебютував 22 серпня 2016 року в матчі проти «Лас-Пальмаса». Втім заграти у першій команді молодий нападник так і не зумів, зігравши лише 6 ігор в усіх турнірах.
3 січня 2018 року Мір перейшов у англійський «Вулвергемптон Вондерерз», підписавши контракт з клубом на чотири з половиною роки. У новій команді він став виступати під керівництвом Нуну Ешпіріту Санту, колишнім головним тренером «Валенсії», який дав дебютувати Рафі в клубі. До кінця сезону іспанець зіграв за клуб чотири гри в усіх турнірах, а команда вийшла до Прем'єр-ліги.
Не закріпившись у новій команді 23 липня 2018 року Мір був відданий в оренду на батьківщину в «Лас-Пальмас». У Сегунді за клуб з міста Лас-Пальмас-де-Гран-Канарія Мір протягом сезону зіграв 30 матчів і забив 7 голів. Надалі також на правах оренди грав за клуби «Ноттінгем Форест» та «Уеска».

## Виступи за збірну
З 2018 року залучався до матчів молодіжної збірної Іспанії, у її складі поїхав на молодіжний чемпіонат Європи 2019 року в Італії, здобувши там золоті медалі.
2021 року у складі Олімпійської збірної Мір був учасником футбольного турніру Олімпійських ігор-2020, де іспанці здобули срібні нагороди, а Рафа зіграв в усіх 6 іграх і в грі чвертьфіналу проти Кот-д'Івуару (5:2) відзначився хет-триком, який дозволив його команді вийти дол півфіналу.

## Статистика виступів

### Статистика клубних виступів
| Сезон                         | Команда                       | Чемпіонат                     | Чемпіонат | Чемпіонат | Національний кубок | Національний кубок | Національний кубок | Континентальні кубки | Континентальні кубки | Континентальні кубки | Інші змагання | Інші змагання | Інші змагання | Усього | Усього | Усього |
| Сезон                         | Команда                       | Ліга                          | Ігор      | Голів     | Ліга               | Ігор               | Голів              | Ліга                 | Ігор                 | Голів                | Ліга          | Ігор          | Голів         | Ігор   | Голів  |        |
| ----------------------------- | ----------------------------- | ----------------------------- | --------- | --------- | ------------------ | ------------------ | ------------------ | -------------------- | -------------------- | -------------------- | ------------- | ------------- | ------------- | ------ | ------ | ------ |
| 2014–15                       | «Валенсія Месталья»           | СДБ (ІІІ)                     | 4         | 1         |                    | -                  | -                  |                      | -                    | -                    |               | -             | -             | 4      | 1      |        |
| 2015–16                       | «Валенсія Месталья»           | СДБ (ІІІ)                     | 2         | 0         |                    | -                  | -                  |                      | -                    | -                    |               | -             | -             | 2      | 0      |        |
| 2016–17                       | «Валенсія Месталья»           | СДБ (ІІІ)                     | 35        | 9         |                    | -                  | -                  |                      | -                    | -                    |               | -             | -             | 35     | 9      |        |
| 2017–18                       | «Валенсія Месталья»           | СДБ (ІІІ)                     | 19        | 15        |                    | -                  | -                  |                      | -                    | -                    |               | -             | -             | 19     | 15     |        |
| Усього за «Валенсія Месталья» | Усього за «Валенсія Месталья» | Усього за «Валенсія Месталья» | 60        | 25        |                    | -                  | -                  |                      | -                    | -                    |               | -             | -             | 60     | 25     |        |
| 2015–16                       | «Валенсія»                    | ПД                            | 0         | 0         | КІ                 | 1                  | 0                  | ЛЧ+ЛЄ                | 1+1                  | 0                    |               | -             | -             | 3      | 0      |        |
| 2016–17                       | «Валенсія»                    | ПД                            | 2         | 0         | КІ                 | 3                  | 0                  |                      | -                    | -                    |               | -             | -             | 5      | 0      |        |
| Усього за «Валенсію»          | Усього за «Валенсію»          | Усього за «Валенсію»          | 2         | 0         |                    | 4                  | 0                  |                      | 2                    | 0                    |               | -             | -             | 8      | 0      |        |
| 2017–18                       | «Вулвергемптон»               | Ч (ІІ)                        | 2         | 0         | КА+КЛ              | 2+0                | 0                  |                      | -                    | -                    |               | -             | -             | 4      | 0      |        |
| 2018–19                       | «Лас-Пальмас»                 | СД (ІІ)                       | 3         | 1         | КІ                 | 0                  | 0                  |                      | -                    | -                    |               | -             | -             | 3      | 1      |        |
| Усього за кар'єру             | Усього за кар'єру             | Усього за кар'єру             | 67        | 26        |                    | 6                  | 0                  |                      | 2                    | 0                    |               | -             | -             | 75     | 26     |        |

## Особисте життя
Батько Рафи, Магін Мір, також був футболістом, виступав за «Мальорку», «Альбасете» і більш скромні клуби нижчих дивізіонів.

## Титули і досягнення
- Чемпіон Європи (U-21): 2019
- Срібний олімпійський призер: 2020
- Володар Ліги Європи (1):

«Севілья»: 2022-23